# Colin Patterson (hockey sur glace)
Pour les articles homonymes, voir Patterson et Colin Patterson.
Colin Alexander Patterson (né le 11 mai 1960 à Rexdale, dans la province de l'Ontario au Canada) est un joueur professionnel canadien de hockey sur glace.

## Carrière de joueur
Après trois saisons passées à l'Université Clarkson, il s'engage avec les Flames de Calgary avec qui il gagne la coupe Stanley en 1989.
Il rejoint en 1991 pour deux saisons les Sabres de Buffalo, puis pour une année HDD Olimpija Ljubljana (Ljubljana en Slovénie) avant sa retraite sportive.
En 2005, il est intronisé au temple de la renommée des sports de l'université Clarkson.